# Бейдоу

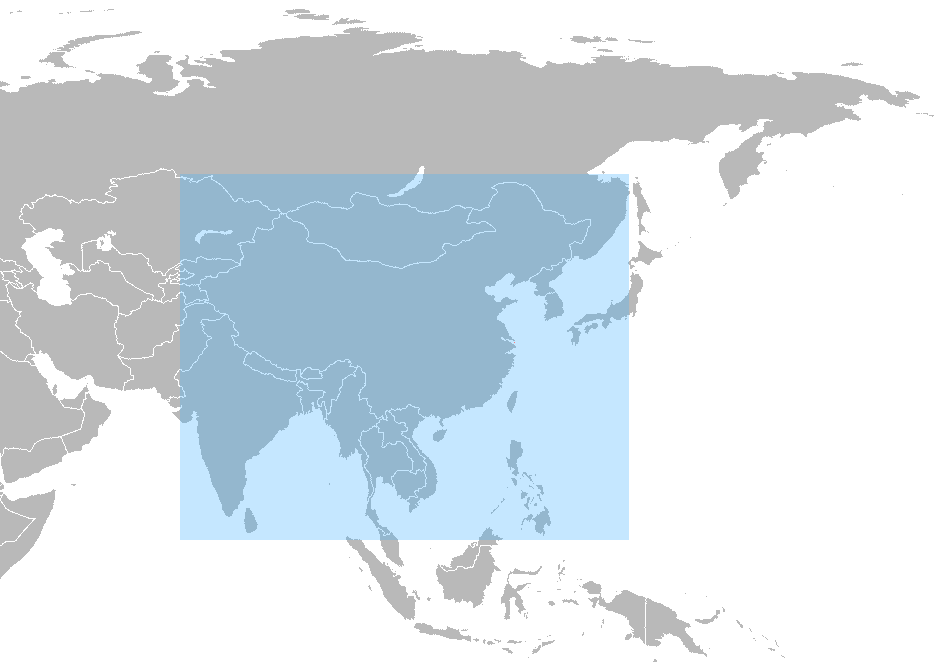
Зона покриття Бейдоу в 2012р

Навігаційна система «Бейдоу», BDS (кит. трад. 北斗導航系統, спр. 北斗导航系统, піньїнь: Běidǒu dǎoháng xìtǒng, акад. Бейдоу даохан сітун) або Супутникова навігаційна система «Бейдоу» (кит. трад. 北斗衛星導航系統, спр. 北斗卫星导航系统, піньїнь: Běidǒu wèixīng dǎoháng xìtǒng, акад. Бейдоу вейсін даохан сітун, скорочено — BD) — китайська супутникова система навігації. Планується, що космічний сегмент навігаційної супутникової системи Бейдоу буде складатися з 5 супутників на геостаціонарній орбіті, 3 супутників на геосинхронній орбіті (з нахилом 55°) і 27 супутників на середній навколоземній орбіті (~21 500 км).
Комерційна експлуатація системи була запущена 27 грудня 2012 як регіональна система позиціонування, при цьому супутникове угруповання складалося з 16 супутників. Планується, що на повну потужність система вийде до 2020 року. Китайські представники також зазначили, що ще належить врегулювати питання, що стосуються частотних діапазонів, з російською, американською та європейською сторонами, які також володіють супутниковими навігаційними угрупованнями. А поки китайська система працює на частоті сигналу B1, позначеній Євросоюзом як E2, з частотою 1559,052 — 1591,788 МГц. Обидві сторони досі не досягли остаточної домовленості з питань сумісності своїх майбутніх супутникових навігаційних систем, незважаючи на триваючі з 2009 року переговори з питання накладення спеціальних сигналів системи Compass на спеціальні сигнали PRS системи Galileo (1563—1591 МГц для цивільного сигналу).
Ймовірні[джерело?] майбутні частоти: B2: 1166,22 — 1217,37 МГц, B3: 1250,618 — 1286,423 МГц.

## Назва

Порівняння орбіт різних НС

Слово «Бейдоу» (кит. 北斗, піньїнь: Běidǒu北斗, піньїнь: Běidǒu) в перекладі означає «Північний Ківш» — китайська назва астеризму Великий Віз у сузір'ї Велика Ведмедиця. Назва «Бейдоу» використовується як для системи «Бейдоу-1», так і для систем другого «Бейдоу-2» і третього «Бейдоу-3» покоління. Головний конструктор систем — Сунь Цзядун.

## Історія
Китайське національне космічне управління планує розгорнути навігаційну систему «Бейдоу» за три етапи.
1. 2000—2003: Експериментальна система Бейдоу з трьох супутників.
2. до 2012 року: Регіональна система для покриття території Китаю і прилеглих територій.
3. до 2020 року: Глобальна навігаційна система.

### Бейдоу-1
Перший супутник, «Бейдоу-1А», був запущений 30 жовтня 2000 року. Другий, «Бейдоу-1B», — 20 грудня 2000. Третій супутник, «Бейдоу-1C», відправлений на орбіту 25 травня 2003. Система вважалася введеною в експлуатацію з успішного запуску третього супутника.
2 листопада 2006 Китай заявив, що з 2008 року Бейдоу буде пропонувати відкриті послуги з точністю позиціонування 10 метрів. Частота системи «Бейдоу»: 2491,75 МГц.
27 лютого 2007 року був запущений четвертий супутник в рамках «Бейдоу-1», званий іноді «Бейдоу-1D», а іноді — «Бейдоу-2А». Він виконував функції підстраховки, на випадок виходу з ладу одного із запущених раніше супутників. Повідомлялося, що у супутника були неполадки в системі управління, але згодом вони були усунені.

### Бейдоу-2
У квітні 2007 успішно виведений на орбіту перший супутник угруповання «Бейдоу-2», названий «Компас-M1». Цей супутник є настроювальним для частот Бейдоу-2. Другий супутник, «Компас-G2», запущений 15 квітня 2009. Третій («Компас-G1») запущений на орбіту носієм Чанчжен-3C 17 січня 2010. Четвертий супутник запущено 2 червня 2010. Носій Чанчжен-3А вивів четвертий супутник із супутникового майданчика в Січані 1 серпня 2010 року.
15 січня 2010 запущений офіційний сайт супутникової навігаційної системи Бейдоу [Архівовано 15 січня 2010 у Wayback Machine.].
24 лютого 2011 року було розгорнуто 6 активних супутників.
За деякими джерелами, на початку 2011 року Держрада КНР переглянула архітектуру системи і внесла корективи у план запусків КА. Було ухвалено рішення завершити формування орбітального угруповання для обслуговування регіонального споживача до початку 2013 року. Відповідно до скоригованого графіку, групування системи Compass/Beidou до початку 2013 року мало включати в себе 14 космічних апаратів, у тому числі: 5 супутників на геостаціонарній орбіті (58,5° в. д 80° сх. д., 110,5° сх. д., 140° сх. д., 160° сх. д.); 5 супутників на похилій геосинхронній орбіті (висота 36000 км, нахилення 55°, 118° сх. д.); 4 супутника на середній навколоземній орбіті (висота 21500 км, нахилення 55°).
27 грудня 2011 року «Бейдоу» була запущена в тестовому режимі, охоплюючи територію Китаю і суміжних районів.
27 грудня 2012 система була запущена в комерційну експлуатацію як регіональна система позиціювання, при цьому супутникове угруповання складало 16 супутників.
8 травня 2014 система пройшла експертну перевірку, в ході якої було встановлено, що її точність становить менше ніж 1 метр.

### Бейдоу-3
Планується розгортання глобальної навігаційної системи у складі 35 космічних апаратів до 2020 року (за іншими джерелами — 36 КА, за третім — 37 КА), в числі яких: 5 супутників на геостаціонарній орбіті; 3 супутника на похилій геосинхронній орбіті; 27 супутників на середній навколоземній орбіті; кілька додаткових супутників можливо складуть орбітальний резерв.
5 геостаціонарних супутників (Beidou-3G) будуть розташовуватися на орбітальних позиціях 58,5°, 80°, 110,5°, 140° і 160° східної довготи і будуть запускатися по мірі закінчення терміну служби вже наявних апаратів другого покоління. Супутники створені на базі китайської космічної платформи DFH-3B, їх стартова маса складе близько 4600 кг.
3 супутника (Beidou-3I), які будуть розташовуватися на геосинхронній орбіті з нахилом 55°, створені на основі тієї ж платформи, з нижчою потужністю і меншою вагою — близько 4200 кг.
27 супутників (Beidou-3М) для розміщення на середній навколоземній орбіті (висота близько 21500 км, нахилення 55°) виконані на базі нової, компактнішої, космічної платформи з використанням деяких деталей перевіреної платформи DFH-3B. Розміри супутника в складеному стані складуть 2,25 × 1 × 1,22 м, стартова маса — 1014 кг. Після завершення виведення всіх супутників у космос, вони будуть розміщуватися на 3 орбітальних площинах з 9 апаратів у кожній. Можуть бути виведені на орбіту поодинці з допомогою ракети-носія Чанчжен-3C і верхній ступінь YZ-1; по 2 супутника за допомогою ракети-носія Чанчжен-3B та верхнього ступеня YZ-1; а також по 4 супутника за раз з допомогою майбутніх ракети-носія Чанчжен-5 і верхнього ступеня YZ-2.
У 2015 році були запущені перші супутники нового покоління: 2 на середню навколоземну орбіту (BDS M1-S і BDS M2-S) і 2 на похилу геосинхронну (BDS I1-S і BDS I2-S).
16 грудня 2019 року Китай завершив розгортання основного супутникового сузір'я навігаційної супутникової системи «Бейдоу». Запуск двох супутників з Сичуанського космодрому успішно завершив розгортання глобальної навігаційної супутникової системи з 24 супутників середньої навколоземної орбіти системи «Бейдоу-3».

## Список супутників
| Дата (UTC)       | Ракета-носій | Супутник       | NSSDC ID  | SCN   | Орбіта                              | Статус                            | Система  |
| ---------------- | ------------ | -------------- | --------- | ----- | ----------------------------------- | --------------------------------- | -------- |
| 30.10.2000 16:30 | CZ-3A        | Бейдоу-1A      | 2000-069A | 26599 | ГСО, 140° с. д.                     | не використовується з грудня 2011 | Бейдоу-1 |
| 20.12.2000 16:20 | CZ-3A        | Бейдоу-1B      | 2000-082A | 26643 | ГСО, 80° с. д.                      | не використовується з грудня 2011 | Бейдоу-1 |
| 24.05.2003 16:34 | CZ-3A        | Бейдоу-1C      | 2003-021A | 27813 | ГСО, 110,5° с. д.                   | не використовується з грудня 2012 | Бейдоу-1 |
| 02.02.2007 16:28 | CZ-3A        | Бейдоу-1D      | 2007-003A | 30323 | зведений з орбіти                   | не використовується з лютого 2009 | Бейдоу-1 |
| 13.04.2007 20:11 | CZ-3A        | Компас-M1      | 2007-011A | 31115 | СНО, ~21 500 км                     | не використовується               | Бейдоу-2 |
| 14.04.2009 16:16 | CZ-3C        | Компас-G2      | 2009-018A | 34779 | неконтрольована                     | не використовується               | Бейдоу-2 |
| 16.01.2010 16:12 | CZ-3C        | Компас-G1      | 2010-001A | 36287 | ГСО, 140° с. д.                     | працює                            | Бейдоу-2 |
| 02.06.2010 15:53 | CZ-3C        | Компас-G3      | 2010-024A | 36590 | ГСО, 110,5° с. д.                   | працює                            | Бейдоу-2 |
| 31.07.2010 20:50 | CZ-3A        | Компас-IGSO1   | 2010-036A | 36828 | Геосинхронна, нахил 55°; 118° с. д. | працює                            | Бейдоу-2 |
| 31.10.2010 16:26 | CZ-3C        | Компас-G4      | 2010-057A | 37210 | ГСО, 160° с. д.                     | працює                            | Бейдоу-2 |
| 17.12.2010 20:20 | CZ-3A        | Компас-IGSO2   | 2010-068A | 37256 | Геосинхронна, нахил 55°; 118° с. д. | працює                            | Бейдоу-2 |
| 09.04.2011 20:47 | CZ-3A        | Компас-IGSO3   | 2011-013A | 37384 | Геосинхронна, нахил 55°; 118° с. д. | працює                            | Бейдоу-2 |
| 26.07.2011 21:44 | CZ-3A        | Компас-IGSO4   | 2011-038A | 37763 | Геосинхронна, нахил 55°; 95° с. д.  | працює                            | Бейдоу-2 |
| 01.12.2011 21:07 | CZ-3A        | Компас-IGSO5   | 2011-073A | 37948 | Геосинхронна, нахил 55°; 95° с. д.  | працює                            | Бейдоу-2 |
| 24.02.2012 16:12 | CZ-3C        | Компас-G5      | 2012-008A | 38091 | ГСО, 58,75° с. д.                   | працює                            | Бейдоу-2 |
| 29.04.2012 20:50 | CZ-3B/E      | Компас-M3      | 2012-018A | 38250 | СНО, ~21 500 км                     | працює                            | Бейдоу-2 |
| 29.04.2012 20:50 | CZ-3B/E      | Компас-M4      | 2012-018B | 38251 | СНО, ~21 500 км                     | працює                            | Бейдоу-2 |
| 18.09.2012 19:10 | CZ-3B/E      | Компас-M5      | 2012-050A | 38774 | СНО, ~21 500 км                     | працює                            | Бейдоу-2 |
| 18.09.2012 19:10 | CZ-3B/E      | Компас-M6      | 2012-050B | 38775 | СНО, ~21 500 км                     | працює                            | Бейдоу-2 |
| 25.10.2012 15:33 | CZ-3C        | Компас-G6      | 2012-059A | 38953 | ГСО, 80° с. д.                      | працює                            | Бейдоу-2 |
| 30.03.2015 13:52 | CZ-3C/YZ-1   | BDS I1-S       | 2015-019A | 40549 | Геосинхронна, нахил 55°             | працює                            | Бейдоу-3 |
| 25.07.2015 12:29 | CZ-3B/YZ-1   | BDS M1-S       | 2015-037A | 40748 | СНО, ~21 500 км                     | працює                            | Бейдоу-3 |
| 25.07.2015 12:29 | CZ-3B/YZ-1   | BDS M2-S       | 2015-037B | 40749 | СНО, ~21 500 км                     | працює                            | Бейдоу-3 |
| 29.09.2015 23:13 | CZ-3B/E      | BDS I2-S       | 2015-053A | 40938 | Геосинхронна, нахил 55°             | працює                            | Бейдоу-3 |
| 01.02.2016 07:29 | CZ-3С/YZ-1   | BDS M3-S       | 2016-006A | 41315 | СНО, ~21 500 км                     | працює                            | Бейдоу-3 |
| 29.03.2016 20:11 | CZ-3A        | BeiDou-2 IGSO6 | 2016-021A | 41434 | Геосинхронна, нахил 55°;            | працює                            |          |
| 12.06.2016 15:30 | CZ-3C        | BeiDou-2 G7    | 2016-037A | 41586 | ГСО                                 | запущений                         |          |

## Наземний сегмент

### Станції стеження
Станції стеження обладнані двочастотними приймачами UR240 і антенами UA240, розробленими китайською компанією UNICORE і здатними приймати сигнали систем GPS та Компас. 7 з них розміщені в Китаї: у Ченду (CHDU), Харбіні (HRBN), Гонконгу (HKTU), Лхасі (LASA), Шанхаї (SHA1), Ухані (CENT) і Сіані (XIAN); і ще 5 — в Сінгапурі (SIGP), Австралії (PETH), ОАЕ (DHAB), Європі (LEID) і Африці (JOHA).

### Приймачі
В системі Бейдоу-1 навігатор є не тільки приймачем, але і передавачем сигналу. Але така система дозволяє працювати тільки 150 навігаторів одночасно. Станція моніторингу через два супутники посилає сигнал користувачеві. Пристрій користувача після отримання сигналу посилає відповідний сигнал через обидва супутники. Наземна станція за затримкою сигналу розраховує географічні координати користувача, визначає висоту за наявною базою даних і передає сигнали на пристрій сегменту.